# Lijst van voetbalinterlands Cambodja - Laos
Deze lijst van voetbalinterlands is een overzicht van alle officiële voetbalwedstrijden tussen de nationale teams van Cambodja en Laos. De landen hebben tot op heden zeventien keer tegen elkaar gespeeld. De eerste ontmoeting, een wedstrijd tijdens de Zuidoost-Aziatische Spelen 1971, vond plaats op 17 december 1971 in Kuala Lumpur (Maleisië). Het laatste duel, een groepswedstrijd tijdens de Zuidoost-Azië Cup 2020, werd gespeeld in Singapore op 15 december 2021.

## Wedstrijden
| №  | Plaats       | Datum             | Competitie                          | Wedstrijd             | Uitslag |
| -- | ------------ | ----------------- | ----------------------------------- | --------------------- | ------- |
| 1  | Kuala Lumpur | 17 december 1971  | Zuidoost-Aziatische Spelen 1971     | Khmerrepubliek − Laos | 2 − 0   |
| 2  | Singapore    | 9 september 1996  | Zuidoost-Azië Cup 1996              | Cambodja − Laos       | 0 − 1   |
| 3  | Songkhla     | 11 november 2000  | Zuidoost-Azië Cup 2000              | Cambodja − Laos       | 3 − 0   |
| 4  | Kuala Lumpur | 10 september 2001 | Zuidoost-Aziatische Spelen 2001     | Laos − Cambodja       | 2 − 0   |
| 5  | Bacolod      | 14 november 2006  | Zuidoost-Azië Cup 2007 kwalificatie | Cambodja − Laos       | 2 − 2   |
| 6  | Phnom Penh   | 17 oktober 2008   | Zuidoost-Azië Cup 2008 kwalificatie | Cambodja − Laos       | 3 − 2   |
| 7  | Vientiane    | 22 oktober 2010   | Zuidoost-Azië Cup 2010 kwalificatie | Laos − Cambodja       | 0 − 0   |
| 8  | Phnom Penh   | 29 juni 2011      | WK 2014 kwalificatie                | Cambodja − Laos       | 4 − 2   |
| 9  | Vientiane    | 3 juli 2011       | WK 2014 kwalificatie                | Laos − Cambodja       | 6 − 2   |
| 10 | Yangon       | 7 oktober 2012    | Zuidoost-Azië Cup 2012 kwalificatie | Laos − Cambodja       | 1 − 0   |
| 11 | Vientiane    | 12 oktober 2014   | Zuidoost-Azië Cup 2014 kwalificatie | Laos − Cambodja       | 3 − 2   |
| 12 | Phnom Penh   | 2 juni 2015       | Vriendschappelijk                   | Cambodja − Laos       | 1 − 1   |
| 13 | Bangkok      | 29 augustus 2015  | Vriendschappelijk                   | Laos − Cambodja       | 2 − 1   |
| 14 | Phnom Penh   | 15 oktober 2016   | Zuidoost-Azië Cup 2016 kwalificatie | Cambodja − Laos       | 2 − 1   |
| 15 | Vientiane    | 21 maart 2018     | Vriendschappelijk                   | Laos − Cambodja       | 0 − 1   |
| 16 | Phnom Penh   | 20 november 2018  | Zuidoost-Azië Cup 2018              | Cambodja − Laos       | 3 − 1   |
| 17 | Singapore    | 15 december 2021  | Zuidoost-Azië Cup 2020              | Cambodja − Laos       | 3 − 0   |

## Samenvatting
| Competitie                     | Totaal gespeeld | Winst Cambodja | Gelijk | Winst Laos | Doelsaldo Cambodja – Laos |
| ------------------------------ | --------------- | -------------- | ------ | ---------- | ------------------------- |
| WK-kwalificatie                | 2               | 1              | 0      | 1          | 6 − 8                     |
| Zuidoost-Azië Cup              | 4               | 3              | 0      | 1          | 9 − 2                     |
| Zuidoost-Azië Cup-kwalificatie | 6               | 2              | 2      | 2          | 9 − 9                     |
| Zuidoost-Aziatische Spelen     | 2               | 1              | 0      | 1          | 2 − 2                     |
| Vriendschappelijk              | 3               | 1              | 1      | 1          | 3 − 3                     |
| Totaal                         | 17              | 8              | 3      | 6          | 29 − 24                   |

Wedstrijden bepaald door strafschoppen worden, in lijn met de FIFA, als een gelijkspel gerekend.